# Секейский край

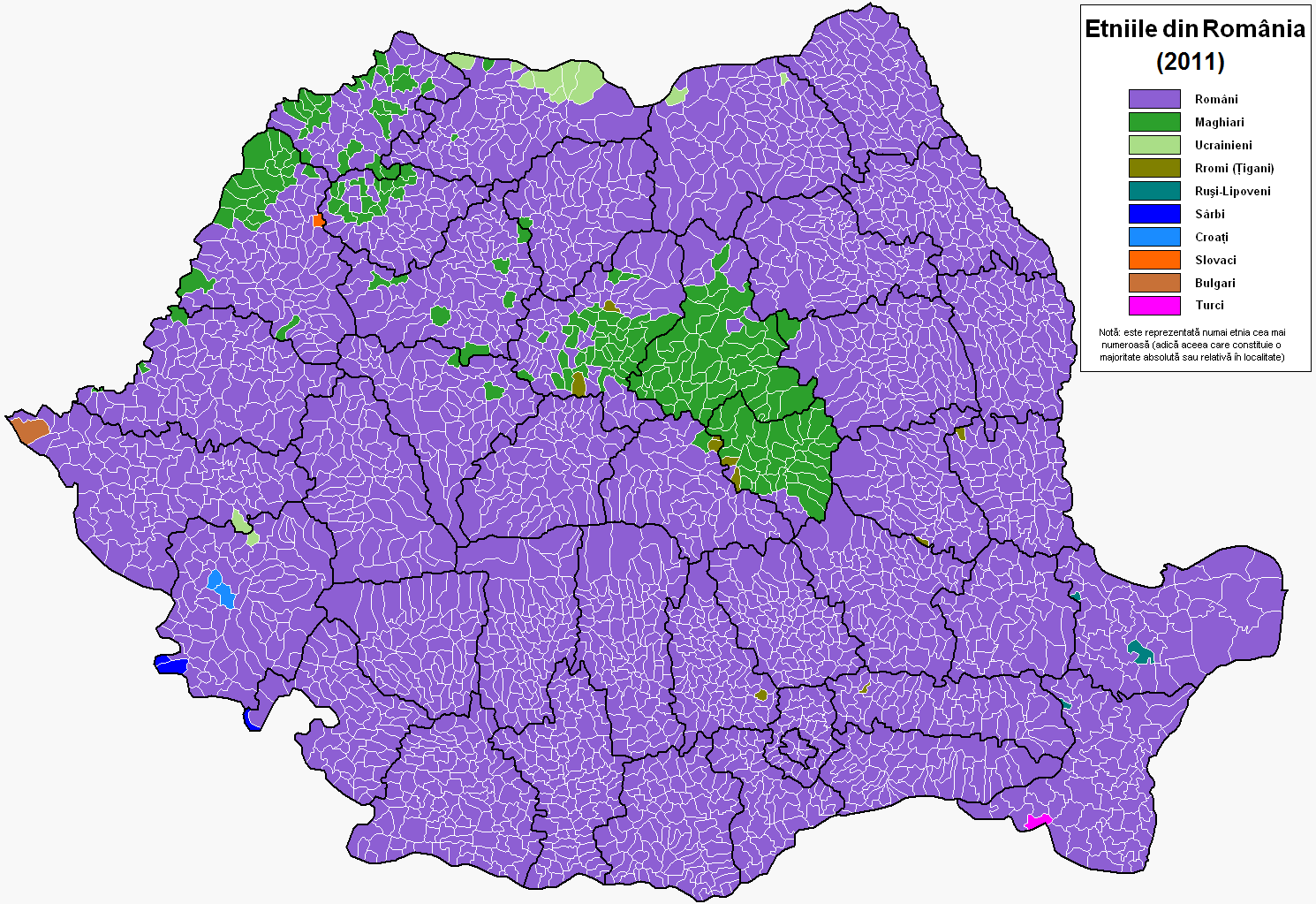
Венгерское меньшинство в Румынии отмечено зелёным цветом.

Исторический флаг Секейского края

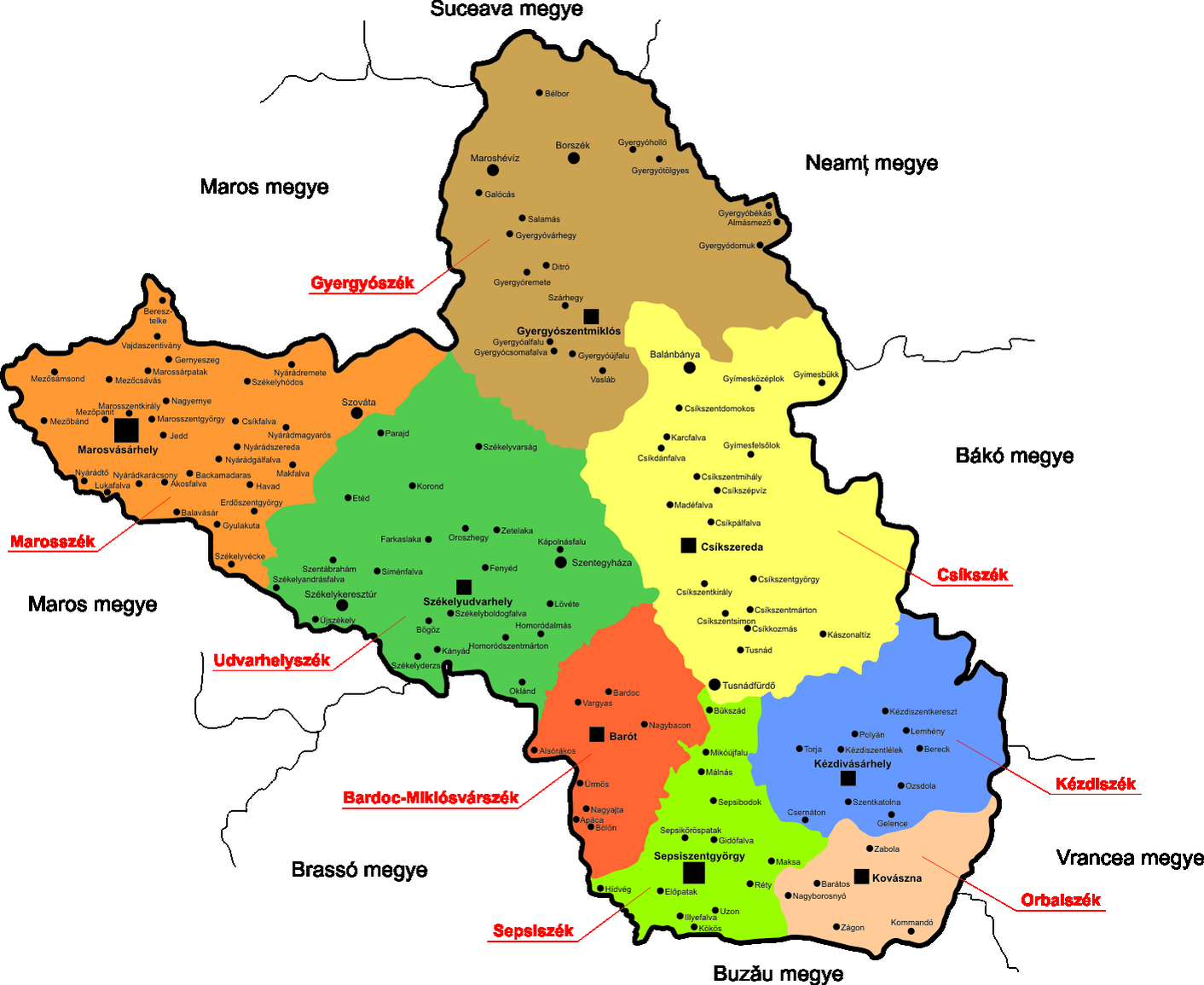

Се́кейский край (Секуйский край, также Секелистан) (венг. Székelyföld, рум. Ținutul Secuiesc) — непризнанная национально-территориальная автономия секеев — субэтнической группы, составляющей венгерское национальное меньшинство на территории современной республики Румыния.
Провозглашена 5 сентября 2009 года представителями населения и местных властей уездов Северной Трансильвании (на большей части территорий уездов Ковасна, Харгита и Муреш), где большинство составляют секеи.

## Секеи Трансильвании
Со времён средневековья секеи известны как отважные воины, игравшие важную роль в венгерской армии. Этногенез секеев, как и самих венгров, ещё недостаточно изучен. Будучи носителями венгерского языка, сами они в настоящее время относят себя к венграм. В составе так называемого Союза трёх наций они выступали как главные предводители Трансильвании, где они — католики — полностью подчинили своей власти православное румынское большинство, вставшее в XVIII—XX веках на путь сопротивления мадьяризации.
После Трианонского договора 1920 Трансильвания перешла из Венгерского королевства в состав Румынии. С 1920-х годов ареал проживания секеев и чангошей полностью окружён территорией сплошного расселения румынского народа, оказывающего на него мощное ассимилятивное давление. Во время Второй мировой войны Второй Венский арбитраж с участием Германии и Италии 30 августа 1940 г. вернул северную часть Трансильвании в состав Венгрии, но после войны эти решения были признаны юридически ничтожными, и довоенные границы Румынии были восстановлены.
В 1952—1968 в составе социалистической Румынии (по инициативе 1-го секретаря Румынской рабочей партии Георге Георгиу-Деж) существовала Венгерская автономная область (с 1960 именовавшаяся Марош-Венгерская автономная область, в несколько иных границах). При Николае Чаушеску (у власти на посту 1-го секретаря Румынской рабочей партии в 1965-1989 гг., 24 года), проводившим репрессивную политику в отношении национальных меньшинств, автономная область была упразднена в ходе административной реформы.

## Современное население
В современной Румынии проживает около 670 тыс. секеев. Примерно половина всех венгров Румынии причисляет себя к роду секеев. В Румынии секеи компактно проживают в трёх административных уездах страны: Харгита, Ковасна и Муреш. Значительное количество секеев проживает также на территории республики Сербия, в автономной области Воеводина (См. Венгры в Сербии.)
Большинство[сколько?] современных секеев владеют несколькими языками (в том числе и румынским).
| Жудец                             | Секеи   | % населения округа |
| --------------------------------- | ------- | ------------------ |
| Харгита                           | 275 841 | 84,61 %            |
| Ковасна                           | 164 055 | 73,81 %            |
| Муреш                             | 200 000 | 39,26 %            |
| Брашов                            | 40 000  | …                  |
| Прочие уезды Румынии              | 50 000  | …                  |
| В других странах (Сербия и т. д.) | 100 000 | …                  |
| Всего в мире                      | 829 896 | …                  |

## Провозглашение автономии
С 1990-х годов среди секеев (секуев) активно развернулось движение за автономный Секейский край в составе Румынии, которая юридически является унитарным государством.
5 сентября 2009 г. прошедший в городе Одорхею-Секуйеск съезд представителей местных органов власти Секейского края провозгласил автономию, в которую вошла большая часть территории уездов Харгита, Ковасна, Муреш. На съезде были утверждены гимн, флаг, герб и административная карта новообразованной Секейской автономии.

## Дальнейшие шаги
12 марта 2010 г. в городе Сфынту-Георге состоялся второй съезд мэров и советников Секейского края. Главным решением съезда стало придание венгерскому языку официального статуса на региональном уровне.
Центральные органы власти Румынии не признали законности решений обоих съездов.
20 мая 2011 г. Демократический союз венгров Румынии (ДСВР) создал в городе Тыргу-Муреш административный совет Секейского края, состоящий из представителей ДСВР в администрации уездов Муреш, Харгита и Ковасна.
В Венгрии с 1 января 2011 г. в связи с внесением поправок в Конституцию вступило в силу новое законодательство об упрощенном порядке предоставления венгерского гражданства для потомков граждан Венгрии. Закон предоставил им и избирательные права — постоянно проживающие за границей натурализированные граждане Венгрии имеют право голосовать за государственный список (и обретают полноценные избирательные права после переезда на ПМЖ в Венгрию). Венгерское гражданство, по информации Будапешта, по состоянию на 4 апреля 2012 уже обрели 283866 граждан Румынии.
27 мая 2011 г. группа европарламентариев от Демократического союза венгров Румынии (ДСВР) во главе с вице-председателем Европарламента, одним из лидеров трансильванских венгров Ласло Тёкешем объявила об открытии в Брюсселе представительства Секейского края при Европейском парламенте. В ответ на это МИД Румынии сделал заявление, где выразил сожаление в связи с «учреждением некоего „представительства“ так называемой административно-территориальной единицы» Румынии, «которая не существует и не имеет под собой ни конституционных, ни законных оснований».
В начале 2020 года Демократический союз венгров Румынии (ДСВР) выдвинул законопроект, который подтвердил бы фактическую автономию края, однако на заседании румынского сената 29 апреля 2020 года после 2-часовых дебатов 126 из 135 присутствующих сенаторов проголосовали против принятия документа. За было только девять голосов — все от Демократического союза венгров.

## Руны
С давних времён и до принятия христианства в 995 (когда Иштван I ввёл латиницу) венгры пользовались «руническими» письменами (венгерские руны), впоследствии сохранившихся у субэтноса секеев (первое упоминание секейских рун относится к 1483 — «Алфавит из Николсбурга»).